# Поляновий Кривань
Поляновий Кривань (словац. Poľanový Kriváň) — річка в Словаччині, права притока Чєрної Орави, протікає в окрузі Наместово.
Довжина приблизно 6.5 (до виникнення водосховища Орава — 10.3) км. Витік знаходиться в масиві Середні Бескиди (частина Підбескидська Верховина; схил гори Глухова) — на висоті близько 765 метрів. Серед приток — Граничний Кривань і Ж'яровий Кривань. Протікає територією села Бобров.
Впадає у водосховище Орава — а в часі низької води у Чєрна Орава — на висоті приблизно 600 метрів.